# Anticomitas
Anticomitas là một chi ốc biển, là động vật thân mềm chân bụng sống ở biển trong họ Turridae.

## Các loài
Các loài thuộc chi Anticomitas bao gồm:
- Anticomitas vivens Powell, 1942[2]